# 7178 Ікуоокамото
7178 Ікуоокамото (7178 Ikuookamoto) — астероїд головного поясу, відкритий 11 листопада 1990 року.
Тіссеранів параметр щодо Юпітера — 3,594.